# Stictis stellata
Stictis stellata är en lavart som beskrevs av Carl (Karl) Friedrich Wilhelm Wallroth. Stictis stellata ingår i släktet Stictis, och familjen Stictidaceae. Arten är reproducerande i Sverige.